# 발터 크리스탈러
발터 크리스탈러(독일어: Walter Christaller, 1893년 4월 21일 ~ 1969년 3월 9일)는 1933년에 첫 발표된 중심지이론 분야에 주요한 기여를 한 독일의 지리학자였다.
1893년 독일 바덴뷔르템베르크주 슈바르츠발트에서 태어났다.
원래는 철학과 정치학을 공부했으나 1921년 결혼 이후 건축 현장 및 기자로 재직 이후 1929년 에를 랑겐 대학에 들어가 경제학과 지리학을 공부했다.
그의 수학적 이론 지리에 대해 당대 독일 지리학계의 반응은 좋지 않았다. 과도하게 수학적인 방법으로 해석되었기 때문이다.
1941년에 그의 이론이 미국에 소개되면서 중심지이론은 전 세계로 알려지게 되었다. 대한민국에서는 그의 저서 《남부독일의 중심지》는 《중심지이론-남부독일의 중심지》라는 제목으로 2008년에 출간되었다.

## 같이 보기
- 지리학자 목록